# Ignacij Gruntar
Ignacij Gruntar, slovenski pravnik in notar, * 17. december 1844, Kobarid, † 25. marec 1922, Ljubljana.

## Življenje
Ignacij Gruntar se je rodil Ignaciju, posestniku in trgovcu. Gimnazijo je obiskoval v Gorici (1858–66), na Dunaju pa je študiral pravo (1870–73). Med letoma 1874 in 1875 je deloval kot notarski kandidat v Gorici in Tolminu, nato pa postal samostojen notar v rojstnem Kobaridu, kjer je dosegel ustanovitev okrajnega sodišča. V naslednjih letih se je večkrat preselil, nato pa se je leta 1914 ustalil v Ljubljani.

## Mecenstvo Simona Gregorčiča
Ignacij Gruntar je s Simonom Gregorčičem leta 1871 ustanovil kobariško čitalnico in pesniku finančno pomagal vse življenje. Prav Gruntar je leta 1882 založil in prodajal prvi zvezek Poezij, leta 1907 pa je financiral Gregorčičev življenjepis Antona Burgarja. Gruntar je Gregorčiča tudi prepričal, da je izdal drugi zvezek Poezij, za katerega mu je posredoval posojilo in našel založnika. Dolgoletno prijateljstvo med Gregorčičem in Gruntarjem je lepo vidno v pesmi Slovo in naročilo.

## Drugi dosežki
Leta 1876 je pripomogel k ustanovitvi društva Sloga v Kobaridu, potem, ko so razpustili društvi "Soča" in "Gorica". V Kobaridu je pomagal ustanoviti tudi prvo javno ljudsko knjižnico, s katero naj bi prekosil celo Ljubljano, ki takšne knjižnice takrat še ni imela.
Poleg Gregorčiča je Ignacij Gruntar podpiral tudi skladatelja Josipa Kocijančiča, ki mu je pomagal založiti Čute v napevih (1881), posvečene prav Gruntarju.